# مفرزة (عسكرية)
مُفرَزة هي وحدة عسكرية يمكنها أن تنفصل عن وحدتها الأكبر لكي تؤدي وظيفة محددة وغالبا ما يستخدم المصطلح للإشارة إلى الوحدة التي يتم تشكيلها على قاعدة مختلفة من وحدتها الأصلية.